# Agincourt House
Az Agincourt House a walesi Monmouth egyik jelentős 17. század eleji favázas épülete. Az épületet többször is átépítették, de az Agincourt térre néző homlokzat oromvédő deszkáján 1624 olvasható. Az évszám két oldalán olvasható iniciálé William Robertsé, akinek unokája újjáépítette a monmouthi Drybridge Houset. Agincourt House II*. kategóriás brit műemléknek (British Listed Building) számít 1952. június 27. óta.  A monmouthi örökség tanösvény egyik állomása.
John Speed 1610-es Monmouth térképén egy ház látható a jelenlegi helyén. Az utcaszerkezet a 19. századig nem változott. A jelenlegi üzlet homlokzata 19. század végi. 1830-tól a 19. század végéig vaskereskedés volt. 1830-ban a tulajdonosa Josiah Coates volt, aki egyben kovács, rézműves és ónműves volt. Az 1860-as évek elejétől 1883-ig a tulajdonos  Joseph Coates volt és a bolt cégére szerint bútorokkal és vaskereskedéssel foglalkozott, de emellett kovácsként is dolgozott, sőt szegkovács, lakatos és csengőszerelő is volt. Joseph Coates (mh. 1883) a városi St Mary’s-templom kórustagja és kurátora volt. John Major brit miniszterelnök valószínűleg a Coates család leszármazottja.
1884-től a boltot egy másik vaskereskedő, William Honeyfield birtokolta, aki a város egyik prominens polgára volt, sőt 1891 és 1895 között polgármestere is. Szabadkőműves volt, valamint a St Mary’s-templom harangozóinak egyike és részt vett a tíz részes Pearl of Bells előadásában 1896. július 1-jén.
1919-ben a helységet a YMCA foglalta el, majd az 1920-as évek elején a Cash & Co. cipőüzlet. Ez utóbbinak a neve még mindig olvasható a főbejárat mozaikpadlóján. 1934-re a boltot W. & E. Turner Ltd. cipőkereskedése vette át. Az 1980-as években, a cipőkereskedés bezárása után a Le Gourmet hentesüzlet rendezkedett be az épületben. Kiköltözésük után jelentősen felújították. 1992-től 2010 márciusáig egy régiségkereskedés üzemelt benne. Napjainkban földszintjét egy ruhaüzlet foglalja el, emeletein pedig irodák működnek.

## Fordítás
- Ez a szócikk részben vagy egészben  az   Agincourt House, Monmouth című angol Wikipédia-szócikk ezen változatának fordításán alapul.  Az eredeti cikk szerkesztőit annak laptörténete sorolja fel. Ez a jelzés csupán a megfogalmazás eredetét és a szerzői jogokat jelzi, nem szolgál a cikkben szereplő információk forrásmegjelöléseként.